# 平群駅
平群駅（へぐりえき）は、奈良県生駒郡平群町吉新にある近畿日本鉄道（近鉄）生駒線の駅。駅番号はG24。難読駅の一つ。

## 歴史
- 1926年（大正15年）10月21日：信貴生駒電鉄の山下（現在の信貴山下） - 元山上口間延伸に伴い開業する[1]。
- 1964年（昭和39年）10月1日：近畿日本鉄道が信貴生駒電鉄を合併し、近鉄生駒線の駅となる[1]。
- 2007年（平成19年）4月1日：PiTaPaの供用を開始する[2]。
- 2021年（令和3年）10月1日：終日無人駅化[3]。

## 駅構造

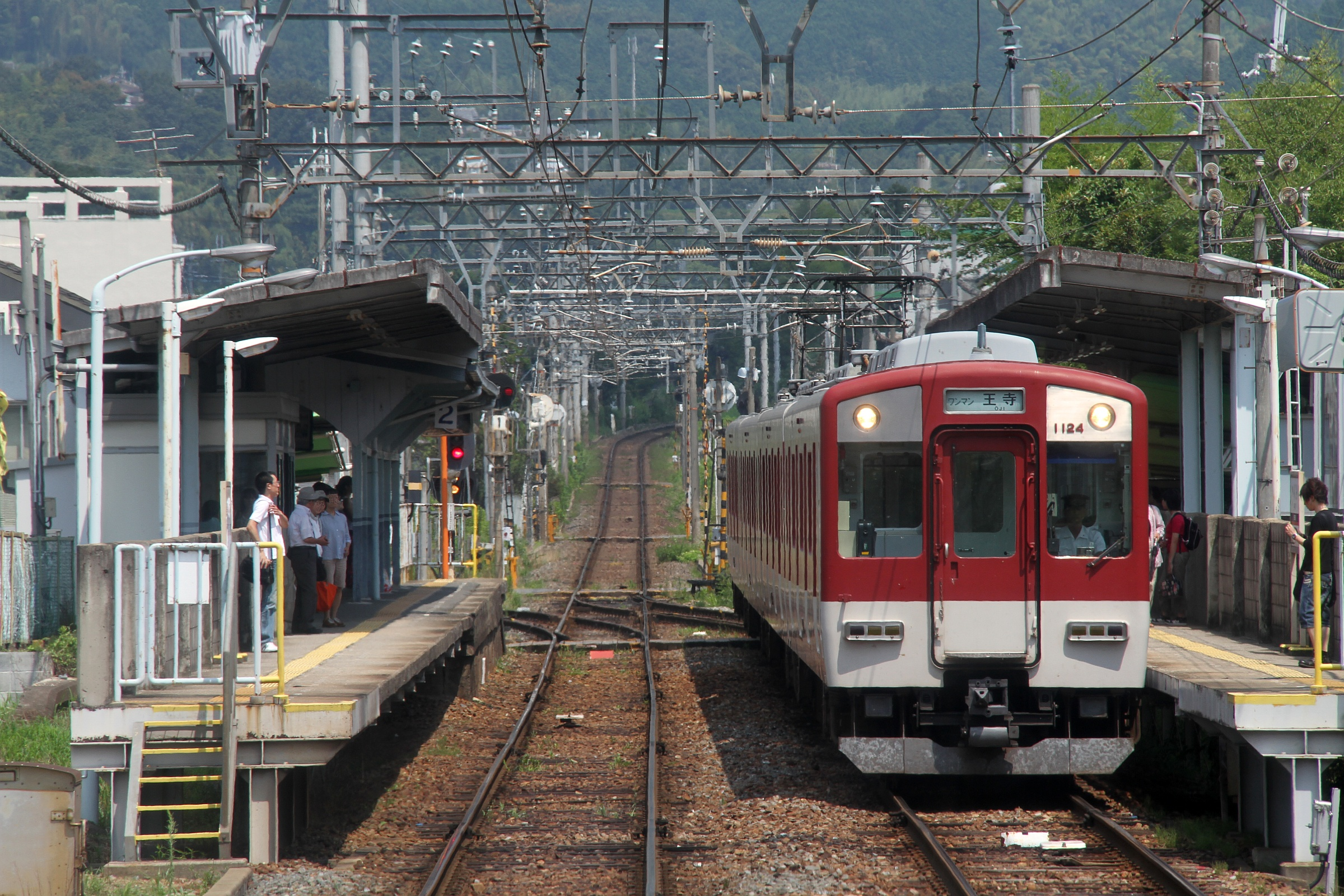
構内の様子（生駒方面行きの列車内より撮影）

相対式2面2線のホームを持つ行違い可能な地平駅。ホーム有効長は4両分。駅舎は2番ホーム側にあり、反対側の1番ホームへは構内踏切で連絡している。駅前にバリアフリー対応公衆トイレがあるが改札内にはない。
王寺駅管理の無人駅で、PiTaPa・ICOCA対応の自動改札機および自動精算機（回数券カードおよびICカードのチャージに対応）が設置されている。

### のりば
| のりば | 路線     | 方向 | 行先     |
| ------ | -------- | ---- | -------- |
| 1      | G 生駒線 | 下り | 王寺方面 |
| 2      | G 生駒線 | 上り | 生駒方面 |

## 利用状況
近年における当駅の1日乗降人員の調査結果は以下の通り。
- 2023年11月7日：2,653人
- 2022年11月8日：2,704人
- 2021年11月9日：2,478人
- 2018年11月13日：2,979人
- 2015年11月10日：3,308人
- 2012年11月13日：3,100人
- 2010年11月9日：3,367人
- 2008年11月18日：3,652人
- 2005年11月8日：3,934人

## 駅周辺
- 平群町役場
- 平群郵便局
- 平群町立平群小学校
- 平群町立平群中学校
- 平群町中央公民館
- 平群町立図書館(あすのす平群)
- 平群町総合スポーツセンター
- 平群町総合文化センター
- 長屋王墓
- 吉備内親王墓
- 南都銀行 平群支店
- 奈良中央信用金庫 平群支店
- JAならけん 平群支店
- A-COOP ハートフルへぐり
- ザ・ビッグエクストラ平群店

## バス路線
駅前広場の整備により2013年4月1日から、路線バスが駅前に乗り入れるようになった。それまでは駅から200メートルほど西側の「吉新商店街前」で折り返していた。
エヌシーバス  ※2021年7月3日時点の運行路線
- 91系統：元山上口駅行き(中央公民館経由)

平群町コミュニティバス ※2015年4月6日時点の運行路線
- 西山間ルート：福貴畑・鳴川・東山駅方面
- 南ルート：竜田川駅・竜田川ネオポリス・椹原方面
- 南北循環ルート：元山上口駅・東山駅・プリズムへぐり・竜田川ネオポリス方面

## 隣の駅
近畿日本鉄道
G 生駒線
元山上口駅 (G23) - 平群駅 (G24) - 竜田川駅 (G25)